# Christine Dollhofer

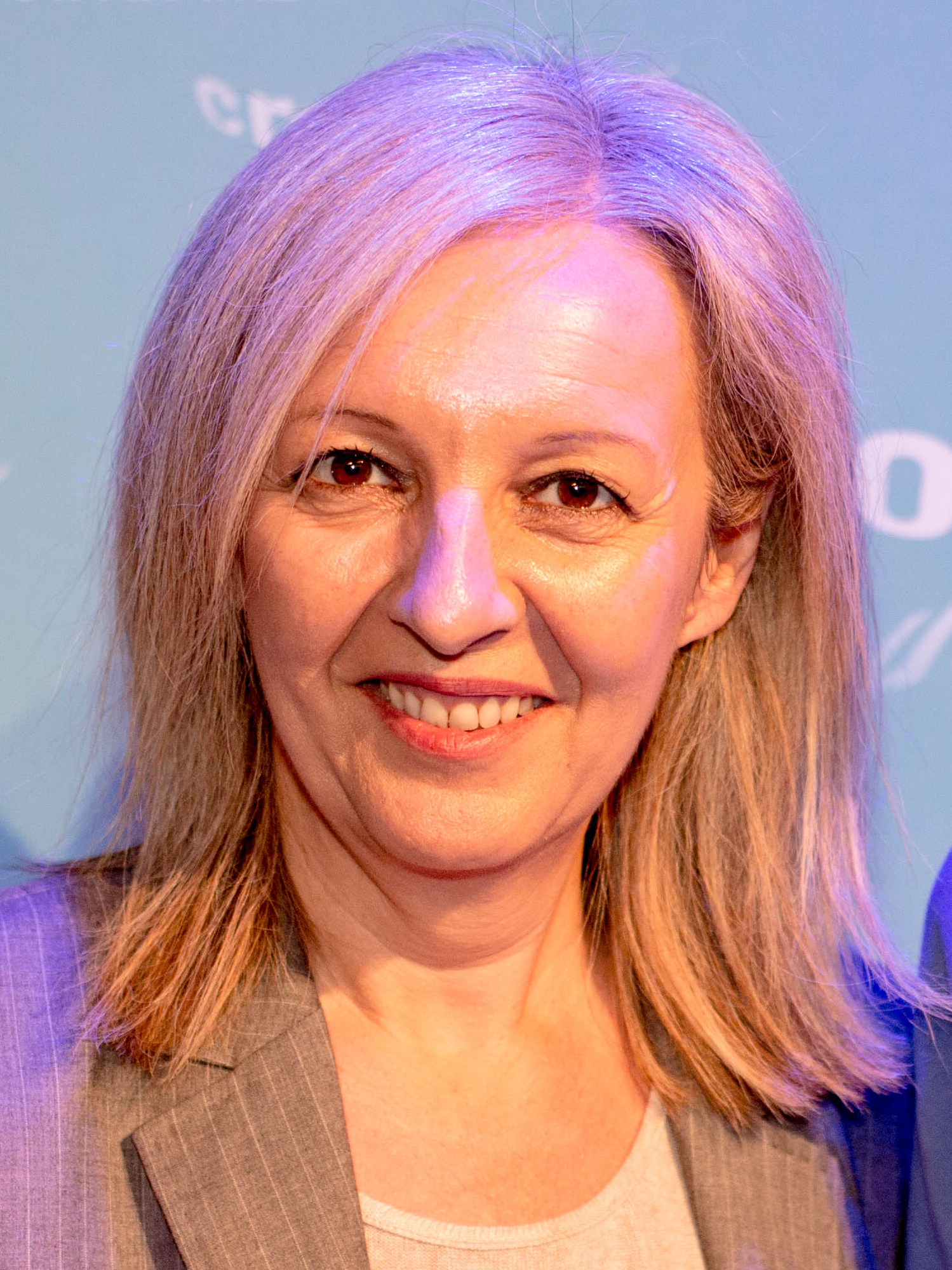
Christine Dollhofer (2015)

Christine Dollhofer (* 22. Juni 1963 in Wels) ist eine österreichische Kulturmanagerin und Geschäftsführerin des Filmfonds Wien.

## Leben und Wirken
Dollhofer wuchs in Vorchdorf auf und maturierte an der Frauenberufsschule Bad Ischl.
Von 1984 bis 1990 studierte sie Theaterwissenschaft und Publizistik/Kommunikationswissenschaft an der Universität Wien. Von 1990 bis 1997 organisierte und konzipierte Dollhofer diverse Filmreihen im Filmcasino in Zusammenarbeit mit Viennale, Sixpackfilm, FrauenFilmInitiative und anderen. Von 1993 bis 1997 hatte sie die Geschäftsleitung des Filmcasinos inne. Von 1997 bis 2003 war Dollhofer gemeinsam mit Constantin Wulff Intendantin und Geschäftsführerin der Diagonale in Graz. Von Herbst 2003 bis Mai 2021 konzipierte und leitete sie das Filmfestival Crossing Europe in Linz. Zu ihren Nachfolgerinnen wurden Sabine Gebetsroither und Katharina Riedler bestellt.
Ab 1. November 2021 übernahm Christine Dollhofer die Geschäftsführung des Filmfonds Wien.

## Weitere Funktionen
- seit 1995: Lehraufträge und Einladung als Expertin in Wien, Graz, Solothurn, Warschau
- seit 2001: Jurymitglied bei zahlreichen Filmfestivals in Österreich, Deutschland, Niederlande, Portugal, Rumänien, Slowakei, Slowenien und Spanien
- seit 2006: Acquisition Consultant für Filmladen Filmverleih, Wien
- seit 2010: Vorstandsmitglied bei Dorf TV
- seit 2011: Programm Delegierte (Österreich, Schweiz, Deutschland) für das San Sebastián Internationales Film Festival

## Auszeichnungen
- Würdigungspreis für Filmkunst der Republik Österreich (2007)[5]